# Springer (Familienname)
Springer ist ein Familienname.

## Namensträger

### A
- Adalbert von Springer (1896–1943), österreichischer Widerstandskämpfer
- Adolf Springer (Bankier) (1846–1896), deutsch-österreichischer Bankier
- Adolf Springer (Architekt) (1886–1978), deutscher Architekt
- Albert von Springer (1914–2008), österreichischer Publizist
- Alexander Springer (* 1970), österreichischer Politikwissenschaftler und Diplomat
- Alfred von Springer (1843–1904), österreichischer Unternehmer
- Alfred Springer (Maler) (1903–??), deutscher Maler, Grafiker und Karikaturist
- Alfred Springer (Psychotherapeut) (* 1941), österreichischer Psychoanalytiker und Hochschullehrer
- Alfred Christian Springer (1890–1969), österreichischer Maler
- Alois Springer (* 1935), deutscher Dirigent und Violinist
- Alois J. Springer (1902–1971), deutscher Maler
- Anke Nienkerke-Springer (* 1957), deutsche Unternehmensberaterin und Autorin
- Anton Springer (1825–1891), deutscher Kunsthistoriker und Politiker
- Anton von Springer (1845–1903), österreichischer Generalmajor
- Anwar Springer (* 2002), Fußballspieler für St. Kitts und Nevis
- Armin Springer (1870–1942), österreichischer Schauspieler und Komiker
- Ashton Springer (1930–2013), US-amerikanischer Musicalproduzent
- Astrid Springer (* 1950), deutsche Juristin und Journalistin
- Axel Springer (1912–1985), deutscher Zeitungsverleger
- Axel Springer junior, eigentlicher Name von Sven Simon (Fotograf) (1941–1980), deutscher Journalist und Fotograf

### B
- Balthasar Springer († 1509/1511), Tiroler Indienreisender, siehe Balthasar Sprenger
- Bentley Springer (* 1979), barbadischer Fußballtorhüter
- Bernd F. W. Springer (* 1962), deutscher Germanist, Literaturwissenschaftler und Hochschullehrer
- Bernhard Springer (* 1955), deutscher Künstler

### C
- Carl Springer (1910–1980), US-amerikanischer Eisschnellläufer
- Carol Springer (1936–2018), US-amerikanische Immobilienmaklerin und Politikerin
- Christian Springer (Autor) (* 1946), österreichischer Übersetzer, Autor und Musikkritiker
- Christian Springer (Produzent) (* 1960), deutscher Filmproduzent
- Christian Springer (Kabarettist) (* 1964), deutscher Kabarettist
- Christian Springer (Fußballspieler) (* 1971), deutscher Fußballspieler
- Christoph Springer (* 1985), deutscher Radrennfahrer
- Cornelius Springer (1817–1891), niederländischer Maler, Radierer und Lithograf
- Curtis Howe Springer (1896–1985), US-amerikanischer Hochstapler, Prediger und Wunderheiler

### D
- Dennis Springer (* 1965), US-amerikanischer Baseballspieler

### E
- Eduard Springer (1872–1956), deutscher Beamter
- Elfriede Springer (1886–1959), deutsche Zeichnerin und Malerin
- Elisa Springer (1918–2004), österreichisch-italienische Holocaustüberlebende
- Emil Springer (1866–1933), deutsch-österreichischer Jesuit und Theologe
- Erich Springer (1903–1997), deutscher Landrat
- Ernst Springer (Beamter) (Ernst Gotthelf Julius Springer; 1860–1944), deutscher Jurist und Beamter
- Ernst Springer (Verwaltungsjurist) (1862–1933), deutscher Verwaltungsjurist
- Ernst Springer (Mediziner) (1922–2008), deutscher Mediziner, Hochschullehrer und Verbandsfunktionär
- Ernst-Wilhelm Springer (1925–2007), deutscher Politiker (SRP), MdL Niedersachsen
- Erwin Springer (1935–1981), deutscher Politiker (CDU), MdL (Baden-Württemberg)

### F
- F. Springer (1932–2011), niederländischer Schriftsteller
- Ferdinand Springer senior (1846–1906), deutscher Verleger
- Ferdinand Springer junior (1881–1965), deutscher Verleger
- Ferdinand Springer (Maler) (1907–1998), deutscher Maler und Grafiker
- Filip Springer (* 1982), polnischer Reporter und Fotograf
- Flora Springer auch Flore Springer-Velaerts (1909–1943), Widerstandskämpferin der Roten Kapelle
- Frank Springer (Paläontologe) (1848–1927), US-amerikanischer Paläontologe, Anwalt und Politiker
- Frank Springer (Comiczeichner) (1929–2009), US-amerikanischer Comiczeichner
- Franz Springer (Missionar) (1791–1827), österreichischer Missionar
- Franz Springer (Komponist) (1881–1950), deutscher Komponist und Dirigent
- Friede Springer (* 1942), deutsche Verlegerin
- Friedrich Wilhelm Springer (1760–1805), deutscher Maler
- Fritz Springer (Verleger) (1850–1944), deutscher Verleger
- Fritz Springer (Heimatdichter) (1906–1981), deutscher Weinbautechniker und Heimatdichter

### G
- Georg Springer (Kulturmanager) (* 1946), österreichischer Kulturmanager
- Georg F. Springer (1924–1998), deutschamerikanischer Mediziner
- George Springer (Mathematiker) (1924–2019), US-amerikanischer Mathematiker und Informatiker
- George Springer (Baseballspieler) (* 1989), US-amerikanischer Baseballspieler
- Gerhard Springer (1927–1999), österreichischer Eishockeyspieler
- Gerta Springer (1880–1960), deutsche Malerin
- Gottfried Springer (* 1927), deutscher Leichtathlet
- Gregory Springer (* 1961), US-amerikanischer Ruderer
- Günter Springer (Staatswissenschaftler) (1922–2013), deutscher Politiker (KPD/SED) und Staatswissenschaftler
- Günter Springer (Elektrotechniker) (1927–2012), deutscher Elektrotechniker und Hochschullehrer
- Günter Springer (Sänger) (1933–2015), deutscher Sänger, Komponist und Stadtoriginal
- Gustav von Springer (1842–1920), österreichischer Industrieller

### H
- H. W. Springer, Pseudonym von Hans Wolf Sommer (1939–1996), deutscher Schriftsteller
- Hanns Springer (auch Hans Springer), deutscher Regisseur
- Hanns-Peter Springer (* 1965), deutscher Kirchenmusiker
- Hans Springer (Techniker) (1929–2009), deutscher Rundfunktechniker
- Heinrich Springer (Verleger) (1856–nach 1925), deutscher Buchhändler und Verleger
- Heinrich Springer (SS-Mitglied) (1914–2007), deutscher Ingenieur, SS-Sturmbannführer und Autor
- Heinrich Springer (Ornithologe) (* 1936), deutscher Ornithologe
- Hermann von Springer (1845–1895), österreichischer Unternehmer
- Hermann Springer (Musikwissenschaftler) (1872–1945), deutscher Musikwissenschaftler und Bibliothekar
- Hermann Springer (Fussballspieler) (1908–1978), Schweizer Fußballspieler
- Hinrich Springer (1880–1949), deutscher Verleger
- Horst Springer (1926–2002), deutscher Kaufmann und Unternehmer
- Hugh Springer (1913–1994), barbadischer Generalgouverneur
- Hugo Springer (1873–1920), österreichischer Benediktiner, Abt des Stiftes Seitenstetten

### I
- Ines Springer (* 1956), deutsche Politikerin (CDU), MdL Sachsen
- Isidor Springer (1912–1942), belgischer Résistance-Kämpfer

### J
- Jamar Springer (* 1987), barbadischer Fußballschiedsrichter
- Jaro Springer (1856–1915), deutscher Kunsthistoriker
- Jerry Springer (1944–2023), US-amerikanischer Moderator und Politiker
- Johann Springer (Statistiker) (1789–1869), österreichischer Statistiker und Nationalökonom
- Johann Springer (Schauspieler) (1807–1856), Schauspieler und Theaterdirektor in Magdeburg
- Johann Springer (Unternehmer) (1819–1875), österreichischer Unternehmer
- Johann Christoph Erich Springer (1727–1798), deutscher Jurist und Nationalökonom
- John Springer (1916–2001), US-amerikanischer Presseagent
- Jörg Springer (* 1964), deutscher Architekt und Hochschullehrer
- Julius Springer (1817–1877), deutscher Verleger in Berlin
- Julius Springer der Jüngere (1880–1968), deutscher Verleger in Berlin
- Julius Ernst Reinhold Springer (1867–1932), deutscher Drucker in Danzig
- Jürgen Springer (* 1935), deutscher Chemiker
- Justin Springer (Fußballspieler) (* 1993), kanadischer Fußballspieler und -trainer mit Staatsbürgerschaft von St. Kitts und Nevis
- Justin Springer (Filmproduzent), US-amerikanischer Filmproduzent

### K
- Karl Springer (Widerstandskämpfer) (1895–1936), deutscher Bergmann und Widerstandskämpfer
- Karl Springer (Designer) (1931–1991), US-amerikanischer Designer
- Klaus Bernward Springer (* 1962), deutscher Kirchenhistoriker
- Konrad Ferdinand Springer (1925–1997), deutscher Verleger und Verlagsgeschäftsführer

### L
- Leonard Anthony Springer (1855–1940), niederländischer Landschaftsarchitekt
- Leopold Springer (1817–1897), deutscher Bankier
- Ludwig Springer (1877–1965), deutscher Chemiker

### M
- Marianne Springer-Kremser (* 1940), österreichische Psychotherapeutin, Psychoanalytikerin und Hochschullehrerin
- Matthias Springer (* 1942), deutscher Mittelalterhistoriker
- Max von Springer (1807/1808–1885), österreichischer Bankier und Industrieller; Gründer eines Waisenhauses für israelitische Knaben
- Max Springer (1877–1954), deutscher Organist, Komponist und Musikpädagoge
- Michael Springer (* 1944), österreichischer Wissenschaftsjournalist und Autor

### N
- Nancy Springer (* 1948), US-amerikanische Schriftstellerin
- Niels Springer, deutscher Segler
- Niko Springer (* 2000), deutscher Dartspieler

### O
- Otto Springer (1905–1991), deutscher Germanist, Sprachwissenschaftler und Hochschullehrer

### P
- Paul F. Springer (1922–2007), US-amerikanischer Biologe und Zoologe
- Peter Springer (1938–2022), deutscher Politiker (SPD)

### R
- Raymond S. Springer (1882–1947), amerikanischer Politiker
- Reinhard Springer (Unternehmer) (* 1948), deutscher Werbeunternehmer
- Reinhard Springer (Maler) (* 1953), deutscher Maler und Grafiker
- René Springer (* 1979), deutscher Politiker (AfD), MdB
- Richard Springer (1902–1960), deutscher Chemiker
- Robert Springer (Schriftsteller) (Robert Gustav Moritz Springer; 1816–1885), deutscher Schriftsteller und Publizist
- Robert C. Springer (* 1942), US-amerikanischer Astronaut
- Roland Springer (* 1954), deutscher Industrie- und Organisationssoziologe, Automobilmanager und Unternehmensberater
- Rolf Springer (* 1967), deutscher Gitarrist und Saxophonist
- Rosemarie Springer (1920–2019), deutsche Springreiterin
- Rudolf Springer, Pseudonym von Karl Renner (1870–1950), österreichischer Politiker (SDAP, SPÖ)
- Rudolf Springer (Galerist) (1909–2009), deutscher Kunsthändler und Galerist
- Rudolf Springer (Pharmazeut) (1910–2002), deutscher Pharmazeut, Lebensmittelchemiker und Hochschullehrer
- Rudolph Springer (1927–1973), deutscher Gewerkschafter und Politiker (SED), MdV
- Russ Springer (* 1968), US-amerikanischer Baseballspieler
- Ruth Springer (* 1946), deutsche Politikerin (SPD)

### S
- Sasha Springer-Jones (* 1978), Leichtathletin aus Trinidad und Tobago
- Sibylle Springer (* 1975), deutsche Malerin
- Sidonie Springer (1878–1937), österreichische Malerin und Grafikerin
- Siegbert Springer (1882–1938), deutscher Jurist
- Siegfried Springer (1930–2019), deutsch-russischer Bischof
- Sigmund von Springer (1875–1928), österreichischer Bankier
- Simon Springer (* 1976), kanadischer Geograph
- Stephanie Springer (* 1967), deutsche Juristin und Richterin
- Stewart Springer (1906–1991), US-amerikanischer Zoologe

### T
- Tasso Springer (1930–2017), deutscher Physiker
- Theodor Springer (1885–1958), österreichischer Benediktiner
- Thomas Springer (Filmproduzent) (* 1957), deutscher Filmproduzent
- Thomas Springer (Triathlet) (* 1984), deutsch-österreichischer Triathlet
- Timothy A. Springer (* 1948), US-amerikanischer Immunologe
- Tonny Albert Springer (1926–2011), niederländischer Mathematiker

### V
- Valerie Springer (* 1958), österreichische Schriftstellerin
- Victor G. Springer (1928–2022), US-amerikanischer Fischkundler

### W
- Walter Springer (* 1952/1953), deutscher Kunsthistoriker
- Werner Springer (* 1942), deutscher Soziologe und Hochschullehrer
- Wilhelm Springer (Mediziner) (1797–??), deutscher Mediziner
- Wilhelm Springer (Widerstandskämpfer) (1894–1934), deutscher Widerstandskämpfer
- William L. Springer (William Lee Springer; 1909–1992), US-amerikanischer Politiker
- William McKendree Springer (1836–1903), US-amerikanischer Politiker
- Wolfgang Springer (* 1952), deutscher Arzt, Homöopath und Verbandsfunktionär

### Y
- Yakov Springer (1921–1972), israelischer Kampfrichter